# أوركسترا شيكاغو السمفونية
أوركسترا شيكاغو السمفونية هي أوركسترا تأسست من قبل ثيودور توماس في 1891 وهي واحدة من خمس فرق أوركسترا أمريكية يشار إليها عادة باسم «الخمسة الكبار».